# بنو رياح
بنو رياح قبيلة عربية، وإحدى أقوى فروع بني هلال، وهو اتحاد قبائل عربية هاجرت من نجد إلى المغرب في القرن الحادي عشر. في زمن الهجرة الهلالية إلى المغرب في القرن الحادي عشر، كان زعيمهم مؤنس بن يحيى المرداسي.